# Udo Rabensteiner
Udo Rabensteiner (* 24. Juni 1958 in Lustenau, Österreich) ist ein zeitgenössischer österreichischer Bildhauer und Zeichner.

## Leben
Die Liebe zur Kunst hat Udo Rabensteiner von seinem Vater geerbt, vom Südtiroler Steinbildhauer Anton Rabensteiner.  Von 1978 bis 1981 absolvierte er eine Holz- und Steinbildhauerlehre. Anschließend besuchte er für zwei Jahre die Meisterklasse für plastische Formgebung an der Kunstgewerbeschule in Graz.  Von 1984 bis 1990 studierte er Bildhauerei an der Akademie der Bildenden Künste München.  Von 2011 bis 2015 war er als Dozent an der Universität  Liechtenstein tätig. Er unterrichtete dort  Architekten in bildnerischer Gestaltung. Udo Rabensteiner hat einen Sohn und lebt und arbeitet in Lustenau und im Bregenzerwald.

## Werk

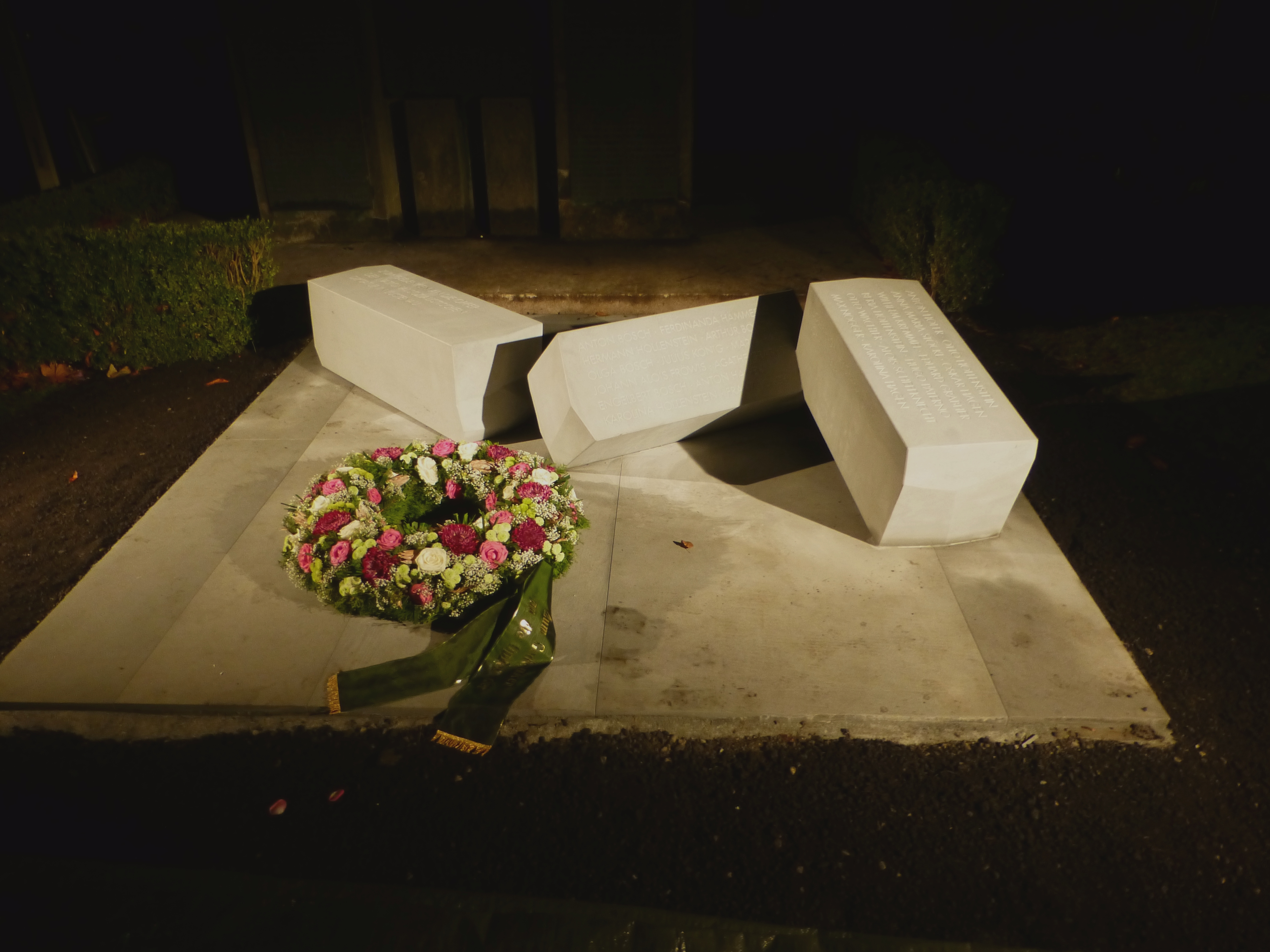
Gedenkstätte für die Opfer des Nationalsozialismus in Lustenau

Udo Rabensteiners Hauptwerk ist bildhauerisch-plastisch. Zwischendurch unternimmt er immer wieder Ausflüge in die Zeichnung und in die Malerei, bevorzugt in Schwarz, Weiß und Grau. Für seine Plastiken  nutzt er Bronze, Gips und Schwarz-Zement. Nach gezielter Auswahl fertigt er auch Abgüsse in Aluminium. Kerngegenstand seiner Arbeit ist die menschliche Figur,  die er häufig kreativ mit abstrakten Elementen verfremdet. Bei der Gestaltung seiner Plastiken geht es Rabensteiner nicht  um die akribische naturalistische Wiedergabe, sondern um das Schaffen von Werken, die der Emotion und  dem Existentiellen entspringen. Rabensteiner fühlt sich der europäischen Kultur verpflichtet, will aber weder in den Akademismus noch in den Kitsch verfallen.  Manche  seiner Werke kreisen um das Thema „gequälte menschliche Existenz“, andere um „Häutung“ oder um das Streben nach Befreiung. Sie fangen auf gelungene Weise eine Stimmung ein  oder stellen skizzenhaft  existenzielle Dramen dar oder sind einfach nur gut komponierte Formen, die aus jeder Perspektive  schön und spannend wirken.  Udo Rabensteiners Stil wandelte sich im Lauf der Jahre vom Figurativen zum Abstrakten,  dann zu einer Verschmelzung von Figur und Abstraktion. Sein Leitmotiv ist: „Architektur ist Mensch und Mensch ist Architektur“. Udo Rabensteiners Schaffen deckt ein breites Spektrum ab: Moderne Kunst, sakrale Kunst, Bronze-Porträts sowie Denkmäler in  Bronze oder Sandstein wie das Euthanasie-Mahnmal der Stadt Hohenems. Seine Werke befinden sich in zahlreichen Sammlungen im In- und Ausland.

## Ausstellungen (Auswahl)
- 1990: Galerie Hilger, Wien
- 1993: Kammgarn Schaffhausen/CH
- 1994: Galerie Inge Freund, Klagenfurt
- 1995: Kunst-Werk, Wien
- 1996: Schloß Damtschach, Wernberg, Kärnten
- 2000: MiArt 2000, Modern and Contemporary Art Fair, Milano, Italien
- 2005: Galerie Prisma, Südtiroler Künstlerbund, Bozen/I
- 2006: Galleria “Il Sipario” Parma/I, (Ernst Wolf/D)
- 2009: Galerie am Lindenplatz/FL
- 2010: 2010 Biennale Drawing, Priština/Kosovo